# Носивская, Прасковья Еремеевна
Прасковья Еремеевна Носивская (Носевская) (29 апреля 1929, Старовеличковская — 28 июня 2007, Старовеличковская, Краснодарский край) — советский работник сельского хозяйства, Герой Социалистического Труда.

## Биография
Родилась 29 апреля 1929 года в станице Старовеличковской ныне Калининского района Краснодарского края. В возрасте четырёх лет девочка и два её старших брата остались без родителей; воспитывались в семье сестры отца — тётки Федоры.
Трудовую Прасковья деятельность начала в четырнадцать лет весной 1943 года, когда Кубань была освобождена от немецких войск. Работала в подсобном хозяйстве недалеко от города Краснодара, находящееся за хутором Казачьим, затем — в совхозе «Красносельский». В начале августа 1947 года пришла работать на свинотоварную ферму мясомолочного совхоза «Тимашёвский» подменной свинаркой, затем — основной. В 1949 году Прасковья Еремеевна получила от 114 поросят в четырёхмесячном возрасте по 49 килограммов среднего живого веса одного поросёнка.
Указом Президиума Верховного Совета СССР от 25 сентября 1950 года за достижение высоких показателей в животноводстве в 1949 году при выполнении совхозом плана сдачи государству сельскохозяйственной продукции и за выполнение годового плана прироста поголовья по каждому виду продуктивного скота и птицы, Носевская Прасковья Еремеевна (так указана была её фамилия) удостоена звания Героя Социалистического Труда с вручением ордена Ленина и золотой медали «Серп и Молот».
В последующие годы она продолжала работать свинаркой. С 1968 года П. Е. Носивская работала дояркой на молочно-товарной ферме № 1 агрофирмы «Красносельская», с 1981 года — рабочей дезинфекционного барьера, откуда ушла на пенсию в 1984 году.
Также занималась общественной деятельностью — неоднократно избиралась депутатом краевого, районного и сельского Советов депутатов трудящихся.
За годы работы неоднократно награждалась почетными грамотами, получала звание «Победитель социалистического соревнования». Была награждена медалями, в 1996 году ей было присвоено звание «Заслуженный работник сельского хозяйства Кубани». Её бюст установлен на аллее Героев в мемориальном сквере города Тимашёвска, открытой в сентябре 2014 года.
Находясь на пенсии, проживала в родной станице Старовеличковской.